# Ib インスタントバレット
『ib-インスタントバレット-』は、赤坂アカによる日本の青年漫画作品。『電撃マオウ』（KADOKAWA）にて2013年9月号から2015年8月27日発売の同年10月号まで連載。単行本は全5巻。

## あらすじ
周囲から疎まれ、孤立している少年・深瀬クロ。彼は、幼なじみである十色といろはの幻覚を抱え、「この世界のすべては敵だ」という思想を持っていた。
あるクリスマスイブの夜、一人街を歩いていたクロは、周囲には見えない黒い化け物と、それの破壊行動に巻き込まれそうになったセラ（姫浦瀬良）という少女に出会う。ヒーロー願望と手榴弾を生み出せる魔法を持つセラと共に化け物を退けたクロ。しかし、化け物の正体はクロの破壊衝動が生み出した魔法であった。
その後も、化け物を追うセラと行動を共にしながらクロは破壊行動を繰り返す。しかし、突如現れた魔女を名乗る少女によって、二人の魔法がインスタントバレット（ib）と呼ばれ世界をも破壊できる力を持ち、その力を用いて二人がいる街に核を搭載した人工衛星を落とそうとしている者がいることが明される。自宅に戻り魔女との会話中に寝入った後、人工衛星を「世界を終わらせるものではなく、十色を殺した不条理」と見なしたクロは、自らのibである『獣』を用いて人工衛星の墜落を阻止した。
一方、遠くに逃げていたセラと魔女は、それぞれの疑問の答え合わせを始める。ibの魔法の根源は様々な悪意の果ての破壊願望であり、ibが悪意そのものであること、敵である化け物の正体はクロのibであること。二つの仮説を確かめたセラに、魔女は銃を突き付けながら「街に人工衛星を落とした理由」を問いただした。セラの本当のibは「世界中のあらゆる爆弾の召喚・起爆」。彼女は悪のibを消すためには他の命の犠牲もいとわず、行動を共にしていたクロを友人とすら思っていなかった。
こうして、クロとセラは敵同士となった。果たして1年後、世界を壊すのは誰なのか。

## 登場人物
深瀬 黒（ふかせ くろ） / クロ
破壊に長けた黒い「獣」を呼び出す「創造」のib を持つ少年。喧嘩早く人の命に価値を感じない性格だったが他のib 達と関わる中で少しずつ変わっていく。また、空想癖があり存在しないはずの人物の幻覚を見ている。
姫浦瀬良（ひめうら せら） / セラ
ヒーローに強く憧れる少し危ない女の子。世界中の爆弾を任意に召喚・起爆できる召喚魔法とでも言うべき「破壊」のib を持つ。彼女はヒーローになる為に「敵」を求め続ける世界の破壊に最も近いib使い 。
魔女
変えられない未来を予言するという強力な魔法、「時間」のib を持つ美少女。調停役として活動しフェアな活動に徹することを信条としている。普段は黒のローブに魔女帽子をかぶっているがそれが彼女のアイデンティティだという。クロへ想いを寄せており、世間で彼がどの様に噂をされていても「クロだけは無条件で愛しているから」と断言をしている。本名は古砂夢（ふるすな ゆめ）。「時間」のibの能力は未来視・時間停止・時間旅行の3つ。
綾倉十色（あやくら といろ）＆いろは
クロの幼なじみであり、クロの幻覚として登場してくる少女達。作中の5年前に起きた火事で十色は死亡、いろはは意識不明の昏睡状態に陥っている。いろはは事故後、深瀬家に引き取られ姓は深瀬となる。
この幻覚だと思っていたいろはは、彼女の、他人の五感に介入する魔法「共感」のibによるものだった。このいろははセラに先輩と呼ばれている。
深瀬十色（ふかせ といろ）
火事により十色の死後、クロの傍に居たいと言う願いとクロのibにより生まれた空想の少女。ibにより生まれた人格もまたibを持ち彼女は「英雄」のibを持ち「ヘブンズ・ドアー」、死者を魂という形へ還元する能力であるらしい。
藤波木陰（ふじなみ こかげ）
植物を自在に操り「秘薬創造」を行える「生命」のibを持つ少女。人が傷付け合う生き方しか選べない事を悲観し「やさしい人間」になれる薬"マリア・ドラッグ"を創造するが、マリア・ドラッグ事件と呼ばれる事件へと発展し監禁されていた所を魔女の仲介により諸木に助けられる。髑髏躑躅(どくろつつじ)の一件以降、クロ達と行動を共にする。魔女とはメル友で魔女曰くメールでは普段、絵文字を乱用するらしい。
諸木良太（もろき　りょうた）
空間転移や瞬間移動を行える「存在」のibを持つ青年。ibにより自分だけの空間を創造する事ができ秘密基地としている。秘密基地の中には彼が10年掛けて集めたお気に入りの本が並んだ本棚がある。ib使いの中では気さくで親しみやすい穏やかな性格をしている。髑髏躑躅の一件以降、クロ達と行動を共にする。
リーダー（本名不明）
警察庁警備局「COLORFUL」のリーダーでアシックレコードよりあらゆる情報を検索する「全知無能」を扱う「情報」のibを持つ男。全知無能により判明しているib使い19人の過去を識(し)り19人達の人生を追体験している為、本人以上に19人達の事を識り愛おしく思っている。彼らと共に正義を貫き天国へ行く為に画策する。
雁金アイジ（かりがね アイジ）
「COLORFUL」のメンバーの眼鏡をかけた男性。「契約」のibを持ち、双方の合意を元に為された契約に絶対的な拘束力を持たせる。
七辻すいむ（ななつじ すいむ）
「COLORFUL」のメンバーの女性。ibは詳細不明だが、物体を浮かす「空鯨（くうげい）」と呼ばれる能力。

## 書誌情報

### 単行本
- 赤坂アカ 『ib-インスタントバレット-』 KADOKAWA〈電撃コミックスNEXT〉、全5巻
  1. 「世界の終わりとボーイ・ミーツ・ガール」2014年3月27日第1刷発行（同日発売）、ISBN 978-4-04-866252-9
  2. 「やさしくない、優しくなりたい人々」2014年3月27日第1刷発行（同日発売）、ISBN 978-4-04-866399-1
  3. 「過去と未来に初恋を」2014年10月27日第1刷発行（同日発売）、ISBN 978-4-04-866874-3
  4. 「怖がりだよと、一度でも言えたなら」2015年4月27日第1刷発行（同日発売）、ISBN 978-4-04-869351-6
  5. 「ハッピーエンドなんか、いらない」2015年10月27日第1刷発行（同日発売）、ISBN 978-4-04-865293-3